# Сангушко, Адам Александр
Адам Александр Сангу́шко (ок. 1590 — 1653) — государственный деятель Речи Посполитой, князь кошерский, каштелян брацлавский (1617—1619) и киевский (1619—1621), воевода подольский (1621—1629) и волынский (1629—1653), староста владимирский (с 1620). Последний мужской представитель каширской линии княжеского рода Сангушек.

## Биография
Представитель княжеского рода Сангушек герба «Погоня». Единственный сын каштеляна любачевского и брацлавского, князя Григория Львовича Сангушко (ум. 1601), и Софии Ярославны Головчинской (ум. 1605).
По завещанию своего отца Григория воспитывать малолетних детей должна была его жена София Головчинская. Кроме того, ей должны были помогать Ян Кароль Ходкевич, Станислав Жолкевский и Шимон Самуил Сангушко. В 1603 году Софья Голочинская (мать Адама) вторично вышла замуж за старосту саноцкого Станислава Бонифация Мнишека (ум. 1644).
В 1605 году перед смертью София Головчинская завещала воспитание своих детей от первого брака (Адама и Анны) второму мужу Станиславу Бонифацию Мнишеку. В 1606 году о своих правах над опекунство заявил их дальний родственник — воевода трокский Александр Ходкевич. Он совершил нападение на их родовой замок в Полонках, забрал при этом детей, грамоты и до совершеннолетия Адама Сангушко (1614) считался его опекуном.
В 1617 году Адам Александр Сангушко получил должность каштеляна брацлавского, а 7 ноября 1619 года был назначен каштеляном киевским. В ноябре 1619 года князь Адам Сангушко назначается воеводой подольским, а в августе 1629 году получил должность воеводы волынского.
В 1620 году Адам Александр Сангушко получил во владение староство владимирское от каштеляна киевского, князя Януша Константиновича Острожского.
Главными резиденциями Адама Сангушко вначале была Полонка, затем Горохов, Камень-Каширский и Глуша. Имел своё надворное войско, в его окружении было много духовных лиц.
Адаму Сангушко принадлежали Каширский ключ, Новый и Старый Кашир, Топали, Краснодубы, Кругель, Мозов, Городилец, Камень-Каширский и Глуша.
В 1637 году основал для доминиканцев в Камне-Каширском монастырь с костёлом св. Михаила Архангела, а также еще один костёл в Подзамче. А также содержал в Камне госпиталь с костёлом св. Бартоломея Апостола.

## Семья
В 1615 году женился на Катерине Уханской (ум. 1650), дочери воеводы белзского Павла Уханского, от брака с которой не имел детей.